# Komuna e Lekbibajt
Komuna e Lekbibajt är en kommun i Albanien.   Den ligger i prefekturen Qarku i Kukësit, i den norra delen av landet, 110 km norr om huvudstaden Tirana.
Omgivningarna runt Komuna e Lekbibajt är en mosaik av jordbruksmark och naturlig växtlighet.  Runt Komuna e Lekbibajt är det ganska glesbefolkat, med 26 invånare per kvadratkilometer.